# Françoise Matheran
 (janvier 2015).
Si vous disposez d'ouvrages ou d'articles de référence ou si vous connaissez des sites web de qualité traitant du thème abordé ici, merci de compléter l'article en donnant les références utiles à sa vérifiabilité et en les liant à la section « Notes et références ».
Françoise Matheran, née le 25 août 1929 à Paris où elle est morte le 1er janvier 1998, est une peintre française.

## Œuvre
Françoise Matheran a vécu à Paris, puis en Auvergne près d'Ambert (Puy-de-Dôme), où les monts du Livradois lui ont apporté une forte inspiration, puis en Normandie, dans le Cotentin, dans le village de Barfleur, où elle a réalisé des séries de toiles et de pastels (bords de mer, ciels, promenade de la Hougue à Saint-Vaast, plage de Morsalines).

## Expositions
- 1971 : Galerie Coard, Paris.
- 1972 : Salon des Réalités Nouvelles.
- 1973 : Salon des Réalités Nouvelles.
- 1974 : Galerie Coard, Paris.
- 1974 : Salon des Réalités Nouvelles.
- 1978 : Galerie Coard, Paris.
- 1981 : Galerie Coard, Paris.
- 1984 : Galerie Coard, Paris.
- 1984 : Espace Belleville, exposition de groupe.
- 1985 : « 30 Peintres, 30 Pastels », Galerie atelier Lambert, Paris.
- 1986 : « La Figuration », les Hauts de Belleville.
- 1986 : Musée d'art moderne, Séoul : Pastels.
- 1987 : Galerie Coard, Paris.
- 1990 : Galerie Coard, Paris.
- 1993 : Galerie Coard, Paris.
- 1998 : Galerie Coard, Paris.